# Huguette Funfrock
 (avril 2016).
Si vous disposez d'ouvrages ou d'articles de référence ou si vous connaissez des sites web de qualité traitant du thème abordé ici, merci de compléter l'article en donnant les références utiles à sa vérifiabilité et en les liant à la section « Notes et références ».
Huguette Funfrock (née Mignot) est une actrice française née le 29 juillet 1930 à Érôme et morte le 14 décembre 2019 à Saint-Bonnet-de-Mure. 
Célèbre pour sa ressemblance avec la reine Élisabeth II, cela lui a valu d'apparaître plusieurs fois au cinéma et à la télévision, pour y interpréter la souveraine britannique ou des sosies de cette dernière. 
Elle tient son rôle le plus important à l'écran dans Bons Baisers de Hong Kong aux côtés des Charlots, en interprétant à la fois Élisabeth II et une femme de chambre française chargée, du fait de sa ressemblance, de remplacer cette dernière.
Le grand magasin parisien La Samaritaine a également tiré parti de cette ressemblance, dans les années 1970, pour une campagne d'affichage publicitaire, qui montrait l'actrice, déguisée en reine d'Angleterre, sortant du magasin avec une réplique de la couronne impériale d'apparat, le cliché reproduisant le slogan favori du grand magasin : « On trouve tout à la Samaritaine ».

## Filmographie
- 1975 : Bons Baisers de Hong Kong d'Yvan Chiffre : Madame Loubet / la reine Élisabeth II
- 1979 : Le Temps des vacances de Claude Vital : le sosie de la reine d'Angleterre
- 1983 : Le Bourreau des cœurs de Christian Gion : la reine d'Angleterre
- 1984 : Mad Mission 3: Our Man from Bond Street de Tsui Hark : la reine du Royaume-Uni
- 1989 : Le Grand Secret (mini-série) de Jacques Trébouta : Élisabeth II
- 1998 : Papa est monté au ciel (téléfilm) de Jacques Renard